# Filmografia de Samuel L. Jackson

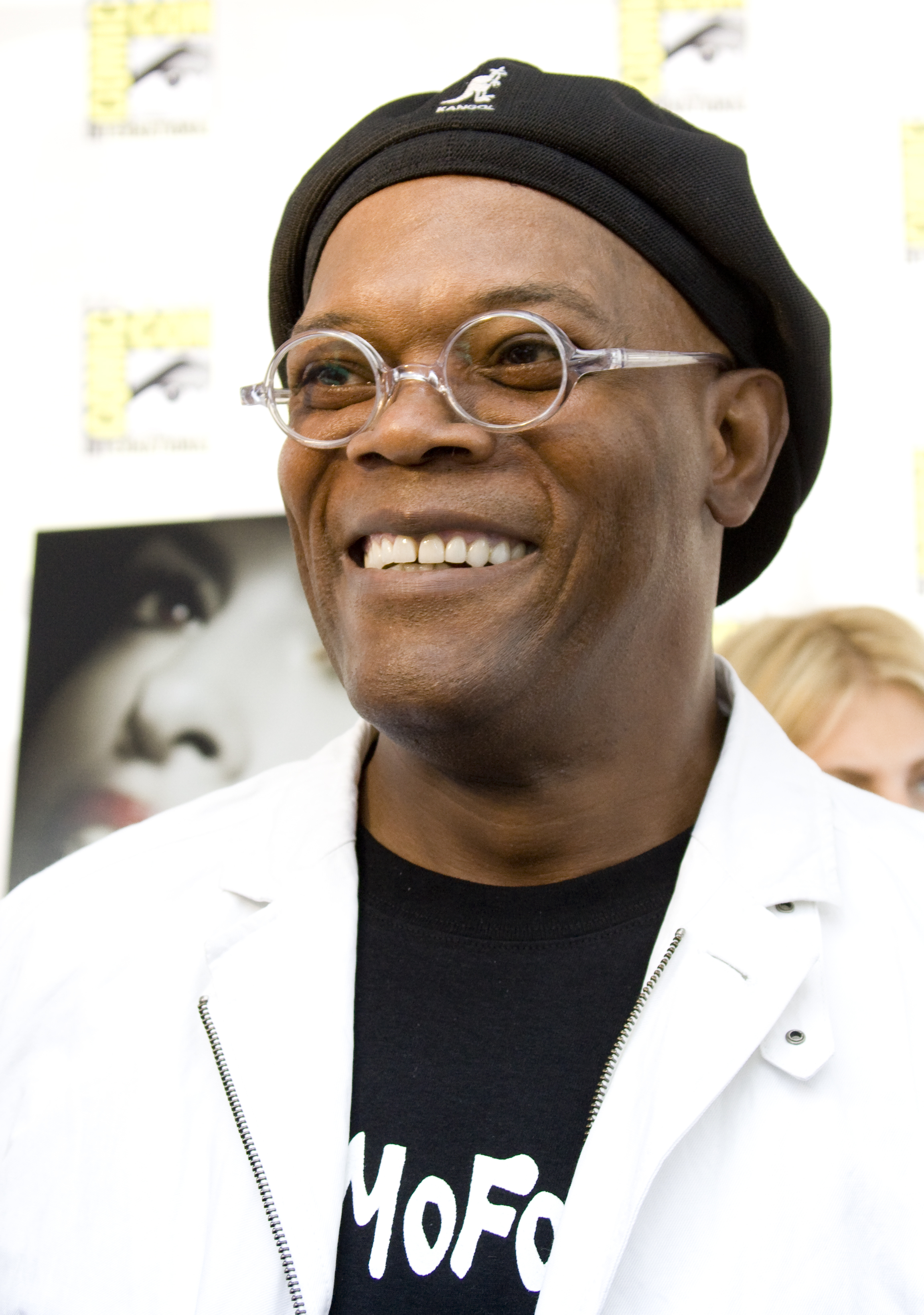
Samuel L. Jackson na San Diego Comic-Con de 2008.

Samuel L. Jackson é um ator e produtor cinematográfico estadunidense. Em 2009, a soma das bilheterias mundiais dos filmes estrelados por Jackson (incluindo participações especiais) era maior do que qualquer outro ator estadunidense. Até dezembro de 2015, Jackson já havia atuado em mais de cem filmes, com rendimento mundial de aproximadamente 16 bilhões de dólares. O ator iniciou sua carreira em 1972 no filme Together for Days e assumiu papéis de pequeno destaque durante toda a década seguinte. Em 1991, interpretando um viciado em Jungle Fever, Jackson ascendeu ao perfil de protagonistas em produções de Hollywood. Por este papel, inclusive, foi vencedor do prêmio de Melhor Ator Secundário no Festival de Cannes.
Posteriormente, Jackson atuou em Amos & Andrew, Pulp Fiction, The Great White Hype, A Time to Kill e The Negotiator, solidificando sua carreira como um ator de filmes de ação e suspense. Em 1999, Jackson interpretou o Mestre Jedi Mace Windu em Star Wars: Episode I – The Phantom Menace, papel que reprisaria nos outros dois títulos da Trilogia Prequela (1999-2005) e no filme animado Star Wars: The Clone Wars (2008). Na década de 2000, estrelou os filmes Shaft, S.W.A.T., Coach Carter, Snakes on a Plane e Lakeview Terrace, entre outros. A partir de 2008, com sua participação especial em Iron Man, Jackson passou a interpretar o personagem Nick Fury no Universo Cinematográfico Marvel, tendo reprisado o papel em Iron Man 2, Thor, Captain America: The First Avenger, The Avengers e Captain America: The Winter Soldier.
Em 1994, por sua aclamada atuação em Pulp Fiction, Jackson recebeu um BAFTA de Melhor Ator Coadjuvante, sendo nomeado ao Óscar e Globo de Ouro equivalentes. No mesmo ano, foi nomeado ao Globo de Ouro de Melhor Ator por sua performance na minissérie Against the Wall. Jackson também foi premiado por sua performance me A Time to Kill e Jackie Brown em 1996 e 1997, respectivamente.

## Filmografia

### Cinema
| Ano  | Filme                                                         | Função | Função   | Papel                         | Ref. |
| Ano  | Filme                                                         | Ator   | Produtor | Papel                         | Ref. |
| ---- | ------------------------------------------------------------- | ------ | -------- | ----------------------------- | ---- |
| 1972 | Together for Days                                             | Sim    |          | Stan Lee                      |      |
| 1981 | Ragtime                                                       | Sim    |          | Membro da Gangue              |      |
| 1987 | Magic Sticks                                                  | Sim    |          | Bum                           |      |
| 1987 | Eddie Murphy Raw                                              | Sim    |          | Tio de Eddie                  |      |
| 1988 | Coming to America                                             | Sim    |          |                               |      |
| 1988 | School Daze                                                   | Sim    |          | Leeds                         |      |
| 1989 | Do the Right Thing                                            | Sim    |          | Mister Señor Love Daddy       |      |
| 1989 | Sea of Love                                                   | Sim    |          | Homem Negro                   |      |
| 1990 | Def by Temptation                                             | Sim    |          | Ministro Garth                |      |
| 1990 | A Shock to the System                                         | Sim    |          | Ulysses                       |      |
| 1990 | Betsy's Wedding                                               | Sim    |          | Despachante                   |      |
| 1990 | Mo' Better Blues                                              | Sim    |          | Madlock                       |      |
| 1990 | The Exorcist III                                              | Sim    |          | Cego                          |      |
| 1990 | Goodfellas                                                    | Sim    |          | Parnell Steven Edwards        |      |
| 1990 | The Return of Superfly                                        | Sim    |          | Nate Cabot                    |      |
| 1991 | Strictly Business                                             | Sim    |          | Monroe                        |      |
| 1991 | Jungle Fever                                                  | Sim    |          | Gator Purify                  |      |
| 1992 | Juice                                                         | Sim    |          | Trip                          |      |
| 1992 | Patriot Games                                                 | Sim    |          | Robby Jackson                 |      |
| 1992 | White Sands                                                   | Sim    |          | Greg Meeker                   |      |
| 1992 | Jumpin' at the Boneyard                                       | Sim    |          | Sr. Simpson                   |      |
| 1992 | Johnny Suede                                                  | Sim    |          | B-Bop                         |      |
| 1992 | Fathers & Sons                                                | Sim    |          | Marshall                      |      |
| 1992 | True Romance                                                  | Sim    |          | Grande Don                    |      |
| 1993 | Menace II Society                                             | Sim    |          | Tat Lawson                    |      |
| 1993 | Loaded Weapon 1                                               | Sim    |          | Sargento Wes Luger            |      |
| 1993 | Amos & Andrew                                                 | Sim    |          | Andrew Sterling               |      |
| 1993 | Jurassic Park                                                 | Sim    |          | John Raymond Arnold           |      |
| 1994 | Fresh                                                         | Sim    |          | Sam                           |      |
| 1994 | Pulp Fiction                                                  | Sim    |          | Jules Winnfield               |      |
| 1994 | The New Age                                                   | Sim    |          | Dale                          |      |
| 1994 | Hail Caesar                                                   | Sim    |          | Correio                       |      |
| 1994 | Assault at West Point: The Court-Martial of Johnson Whittaker | Sim    |          | Richard Theodore Greener      |      |
| 1995 | Kiss of Death                                                 | Sim    |          | Calvin Hart                   |      |
| 1995 | Die Hard with a Vengeance                                     | Sim    |          | Zeus Carver                   |      |
| 1995 | Losing Isaiah                                                 | Sim    |          | Kadar Lewis                   |      |
| 1995 | Fluke                                                         | Sim    |          | Rumbo (voz)                   |      |
| 1996 | The Great White Hype                                          | Sim    |          | Rev. Fred Sultan              |      |
| 1996 | A Time to Kill                                                | Sim    |          | Carl Lee Hailey               |      |
| 1996 | The Long Kiss Goodnight                                       | Sim    |          | Mitch Henessey                |      |
| 1996 | Hard Eight                                                    | Sim    |          | Jimmy                         |      |
| 1996 | Trees Lounge                                                  | Sim    |          | Wendell                       |      |
| 1996 | Teens and Guns: Preventing Violence                           | Sim    |          | Ele mesmo                     |      |
| 1996 | The Search for One-eye Jimmy                                  | Sim    |          | Coronel Ron                   |      |
| 1997 | One Eight Seven                                               | Sim    |          | Trevor Garfield               |      |
| 1997 | Eve's Bayou                                                   | Sim    |          | Louis Batiste                 |      |
| 1997 | Jackie Brown                                                  | Sim    |          | Ordell Robbie                 |      |
| 1998 | Sphere                                                        | Sim    |          | Harry Adams                   |      |
| 1998 | The Negotiator                                                | Sim    |          | Tenente Danny Roman           |      |
| 1998 | The Red Violin                                                | Sim    |          | Charles Morritz               |      |
| 1998 | Out of Sight                                                  | Sim    |          | Hejira Henry                  |      |
| 1999 | Star Wars: Episode I – The Phantom Menace                     | Sim    |          | Mace Windu                    |      |
| 1999 | Deep Blue Sea                                                 | Sim    |          | Russell Franklin              |      |
| 2000 | Rules of Engagement                                           | Sim    |          | Coronel Terry L. Childers     |      |
| 2000 | Shaft                                                         | Sim    |          | John Shaft                    |      |
| 2000 | Unbreakable                                                   | Sim    |          | Elijah Price / Sr. Glass      |      |
| 2001 | The Caveman's Valentine                                       | Sim    |          | Romulus Ledbetter             |      |
| 2001 | The 51st State                                                | Sim    |          | Elmo McElroy                  |      |
| 2002 | Changing Lanes                                                | Sim    |          | Doyle Gipson                  |      |
| 2002 | Star Wars: Episode II – Attack of the Clones                  | Sim    |          | Mace Windu                    |      |
| 2002 | xXx                                                           | Sim    |          | Agente Augustus Gibbons       |      |
| 2002 | No Good Deed                                                  | Sim    |          | Jack Friar                    |      |
| 2003 | Basic                                                         | Sim    |          | Sargento Nathan West          |      |
| 2003 | S.W.A.T.                                                      | Sim    |          | Sargento Dan Harrelson        |      |
| 2004 | 'Twisted                                                      | Sim    |          | John Mills                    |      |
| 2004 | Kill Bill: Volume 2                                           | Sim    |          | Rufus                         |      |
| 2004 | The Incredibles                                               | Sim    |          | Lucius / Gelado (voz)         |      |
| 2004 | In My Country                                                 | Sim    |          | Langston Whitfield            |      |
| 2004 | Unforgivable Blackness: The Rise and Fall of Jack Johnson     | Sim    |          | Jack Johnson (voz)            |      |
| 2004 | The N-Word                                                    | Sim    |          | Ele mesmo                     |      |
| 2005 | Coach Carter                                                  | Sim    |          | Ken Carter                    |      |
| 2005 | xXx: State of the Union                                       | Sim    |          | Agente Augustus Gibbons       |      |
| 2005 | Star Wars: Episode III - Revenge of the Sith                  | Sim    |          | Mace Windu                    |      |
| 2005 | The Man                                                       | Sim    |          | Derrick Vann                  |      |
| 2006 | Freedomland                                                   | Sim    |          | Lorenzo Council               |      |
| 2006 | Snakes on a Plane                                             | Sim    |          | Neville Flynn                 |      |
| 2006 | Home of the Brave                                             | Sim    |          | Dr. Will Marsh                |      |
| 2007 | Farce of the Penguins                                         | Sim    |          | Narrador                      |      |
| 2007 | Black Snake Moan                                              | Sim    |          | Lazarus Woods                 |      |
| 2007 | 1408                                                          | Sim    |          | Gerald Olin                   |      |
| 2007 | Resurrecting the Champ                                        | Sim    |          | Bob Satterfield               |      |
| 2007 | Cleaner                                                       | Sim    |          | Tom Cutler                    |      |
| 2008 | Jumper                                                        | Sim    |          | Agente Roland Cox             |      |
| 2008 | Iron Man                                                      | Sim    |          | Nick Fury                     |      |
| 2008 | Star Wars: The Clone Wars                                     | Sim    |          | Mace Windu (voz)              |      |
| 2008 | Lakeview Terrace                                              | Sim    |          | Abel Turner                   |      |
| 2008 | Soul Men                                                      | Sim    |          | Louis Hinds                   |      |
| 2008 | The Spirit                                                    | Sim    |          |                               |      |
| 2008 | Gospel Hill                                                   | Sim    |          | Paul Malcolm                  |      |
| 2009 | Astro Boy                                                     | Sim    |          | ZOG (voz)                     |      |
| 2009 | Mother and Child                                              | Sim    |          | Paul                          |      |
| 2009 | Inglourious Basterds                                          | Sim    |          | Narrador                      |      |
| 2010 | Quantum Quest: A Cassini Space Odyssey                        | Sim    |          | Medo (voz)                    |      |
| 2010 | Unthinkable                                                   | Sim    |          | Henry Harold Humphries        |      |
| 2010 | Iron Man 2                                                    | Sim    |          | Nick Fury                     |      |
| 2010 | The Other Guys                                                | Sim    |          | Detetive PK Highsmith         |      |
| 2010 | Vengeance: A Love Story                                       | Sim    |          | John Dromoor                  |      |
| 2011 | African Cats                                                  | Sim    |          | Narrador                      |      |
| 2011 | Thor                                                          | Sim    |          | Nick Fury                     |      |
| 2011 | Captain America: The First Avenger                            | Sim    |          | Nick Fury                     |      |
| 2011 | Arena                                                         | Sim    |          | Logan                         |      |
| 2012 | Fury                                                          | Sim    |          | Foley                         |      |
| 2012 | The Avengers                                                  | Sim    |          | Nick Fury                     |      |
| 2012 | The Samaritan                                                 | Sim    |          | Foley                         |      |
| 2012 | Meeting Evil                                                  | Sim    |          | Richie                        |      |
| 2012 | Zambezia                                                      | Sim    |          | Tendai (voz)                  |      |
| 2012 | Django Unchained                                              | Sim    |          | Stephen                       |      |
| 2013 | Turbo                                                         | Sim    |          | Whiplash (voz)                |      |
| 2013 | Oldboy                                                        | Sim    |          | Chaney                        |      |
| 2014 | Reasonable Doubt                                              | Sim    |          | Clinton Davis                 |      |
| 2014 | RoboCop                                                       | Sim    |          | Patrick Novak                 |      |
| 2014 | Captain America: The Winter Soldier                           | Sim    |          | Nick Fury                     |      |
| 2014 | Kite                                                          | Sim    |          | Karl Aker                     |      |
| 2014 | Big Game                                                      | Sim    |          | Presidente William Alan Moore |      |
| 2024 | The Piano Lesson                                              | Sim    |          | Doaker Charles                |      |